# Hipodromul Băneasa
Hipodromul Băneasa a fost un hipodrom aflat la periferia de nord a orașului București (azi cartierul Băneasa, pe atunci comuna suburbană Băneasa). Hipodromul ocupa o suprafață de 62 ha, situată pe locul unde se găsesc azi Casa Presei Libere, pavilionul ROMEXPO, Hotel Crowne Plaza Flora, Hotel Ramada Bucharest Parc.

## Istoric
Hipodromul Băneasa era proprietatea Jockey Clubului român și a fost construit după planurile arhitectului Ion D. Berindey, care studiase în amănunt hipodromurile franceze.
Inaugurarea a avut loc în 1908 în prezența Familiei Regale a României.
În 1909, aviatorul francez Louis Blériot a participat la o demonstrație aviatică organizată pe suprafața cu iarbă a hipodromului.
După lovitura de stat de la 30 decembrie 1947, hipodromul a fost demolat de către puterea comunistă, în scopul de a face loc Casei Scînteii (azi Casa Presei Libere) - clădire-simbol inspirată după Universitatea Lomonosov din Moscova - dar și pentru a înlătura un loc în care se adunau frecvent membrii înaltei societăți din București. Demolarea a avut loc în două etape: partea din dreapta a hipodromului a dispărut în 1952, cu ocazia construirii Casei Scînteii, iar partea din stânga în 1960, cu ocazia inaugurării complexului expozițional (azi ROMEXPO).
În anul 2006, Jockey Club (club care fusese reînființat în 1990) a revendicat terenul care a aparținut fostului hipodrom.